# Hasselblad 500 C/M
Le Hasselblad 500 C/M est un appareil photo argentique moyen format fabriqué par la firme Hasselblad entre 1970 et 1994. Il vient remplacer le Hasselblad 500 C, en apportant quelques modifications mineures . La principale différence entre le C/M et le C est la possibilité de changer rapidement le verre de visée.

## Modularité
La série 500 de Hasselblad dont fait partie le 500 C/M est connue pour sa modularité extrême : on peut sans souci échanger l'objectif, le dos, le viseur ou bien même choisir à sa préférence la manette d'armement du boîtier.
Cette modularité a été pendant très longtemps le cheval de bataille de Hasselblad, jusqu'à l'arrêt de la production de la série 500, en 2006. En 2024, Hasselblad sort le CFV 100C, un dos numérique de 100 mégapixels, utilisable sur les appareils de la série 500. La version précédente, le CFV 50C, de 50 millions de pixels, proposait également ce montage.

## Caractéristiques techniques
Le Hasselblad 500 C/M est un appareil argentique moyen format capable de délivrer des négatifs en 2 formats différents : le 6x6 et le 645, en utilisant respectivement les dos A12 et A70 pour le 6x6 et A16 pour le 645. L'appareil est utilisable avec des pellicules 120 (Dos A12 et A16) et 70mm (Dos A70).
La caractéristique principale de la série 500 est l'utilisation d'un obturateur central (En anglais leaf shutter), qui implique sa présence dans les optiques. On retrouve le réglage de la vitesse d'obturation ainsi que celui de l'ouverture sur l'objectif, et non pas sur le boîtier comme habituellement.
Le 500 C/M est donc davantage une boîte sur laquelle on ajoute des accessoires à sa guise, à l'instar des caméras RED.